# Conseil des syndicats de la fonction publique contre Ministre de la Fonction publique
 (mai 2024).
La mise en forme du texte ne suit pas les recommandations de Wikipédia : il faut le « wikifier ».
Les points d'amélioration suivants sont les cas les plus fréquents. Le détail des points à revoir est peut-être précisé sur la page de discussion.
- Les titres sont pré-formatés par le logiciel. Ils ne sont ni en capitales, ni en gras.
- Le texte ne doit pas être écrit en capitales (les noms de famille non plus), ni en gras, ni en italique, ni en « petit »…
- Le gras n'est utilisé que pour surligner le titre de l'article dans l'introduction, une seule fois.
- L'italique est rarement utilisé : mots en langue étrangère, titres d'œuvres, noms de bateaux, etc.
- Les citations ne sont pas en italique mais en corps de texte normal. Elles sont entourées par des guillemets français : « et ».
- Les listes à puces sont à éviter, des paragraphes rédigés étant largement préférés. Les tableaux sont à réserver à la présentation de données structurées (résultats, etc.).
- Les appels de note de bas de page (petits chiffres en exposant, introduits par l'outil «  Source ») sont à placer entre la fin de phrase et le point final[comme ça].
- Les liens internes (vers d'autres articles de Wikipédia) sont à choisir avec parcimonie. Créez des liens vers des articles approfondissant le sujet. Les termes génériques sans rapport avec le sujet sont à éviter, ainsi que les répétitions de liens vers un même terme.
- Les liens externes sont à placer uniquement dans une section « Liens externes », à la fin de l'article. Ces liens sont à choisir avec parcimonie suivant les règles définies. Si un lien sert de source à l'article, son insertion dans le texte est à faire par les notes de bas de page.
- La présentation des références doit suivre les conventions bibliographiques. Il est recommandé d'utiliser les modèles {{Ouvrage}}, {{Chapitre}}, {{Article}}, {{Lien web}} et/ou {{Bibliographie}}. Le mode d'édition visuel peut mettre en forme automatiquement les références.
- Insérer une infobox (cadre d'informations à droite) n'est pas obligatoire pour parachever la mise en page.

Pour une aide détaillée, merci de consulter Aide:Wikification.
Si vous pensez que ces points ont été résolus, vous pouvez retirer ce bandeau et améliorer la mise en forme d'un autre article.
Conseil des syndicats de la fonction publique contre Ministre de la fonction publique [1984] UKHL 9, dite également affaire du GCHQ (Government Communications Headquarters), est une affaire de droit constitutionnel du Royaume-Uni et une affaire de droit du travail britannique selon laquelle la prérogative royale était soumise à un contrôle juridictionnel (judicial review).
En 1984, en promulguant une directive basée sur un décret pris en vertu de la prérogative royale (le pouvoir exécutif du monarque britannique, dont l'exercice est confié au gouvernement), le gouvernement de Margaret Thatcher a interdit aux employés du Government Communications Headquarters (GCHQ) d'adhérer à un syndicat pour des raisons de sécurité nationale. Le Conseil des syndicats de la fonction publique a saisi la juridiction britannique pour annuler cette directive en estimant qu'elle allait à l'encontre de leur espérance légitime de pouvoir négocier collectivement des salaires équitables. Le juge Glidewell de la Haute Cour a jugé que cette directive était invalide. En revanche, la Cour d'appel a estimé que les raisons de sécurité nationale invoquées par le gouvernement empêchait la juridiction d'effectuer un contrôle juridictionnel (judicial review). La Chambre des Lords, la juridiction britannique suprême au Royaume-Uni à cette époque, a estimé que l'exercice de la prérogative royale était soumis à l'exercice du contrôle juridictionnel, mais qu'il existait des exceptions, notamment pour les questions de sécurité nationale. Il s’agit d’une rupture significative par rapport à la loi précédente, selon laquelle les prérogatives n’étaient en aucun cas soumises à un contrôle judiciaire. L'affaire du GCHQ a établi que le contrôle juridictionnel dépend de la nature des pouvoirs du gouvernement et non de leur source.
Cette décision fait également la synthèse des motifs justifiant l'exercice d'un contrôle juridictionnel en droit administratif britannique, à savoir : l'illégalité (illegality), le caractère irrationnel (irrationality), ou l'irrégularité procédurale (procedural impropriety).

## Faits
Le Government Communications Headquarters (GCHQ) est une agence de renseignement britannique qui fournit des renseignements électroniques au gouvernement et aux forces armées britanniques. Avant 1983, son existence n'était pas reconnue même si elle recrutait ouvertement des diplômés. Après un scandale d'espionnage en 1983, l'organisation est devenue connue du public et le gouvernement de Margaret Thatcher a décidé un an plus tard que les employés ne seraient pas autorisés à adhérer à un syndicat pour des raisons de sécurité nationale. Le portefeuille de Ministre de la fonction publique est toujours confié au Premier ministre britannique.
Cette interdiction a été prise sur le fondement du décret sur la fonction publique de 1982, un acte de législation secondaire pris en Conseil privé (ordre in council), en vertu de la prérogative royale. Ces pouvoirs étaient censés permettre au Ministre de la fonction publique de prendre des règlements pour la fonction publique. Malgré une vaste campagne publicitaire menée par les syndicats, le gouvernement a refusé de revenir sur sa décision, mais a plutôt proposé aux salariés concernés le choix entre 1 000 £ et l'adhésion à une association du personnel ou prendre leur emploi. Les employés renvoyés ne pouvaient pas saisir un tribunal compétente en matière de droit du travail puisqu'ils n'étaient pas couverts par la législation du travail pertinente. C’est pourquoi le Conseil des syndicats de la fonction publique a décidé que le contrôle juridictionnel (judicial review) était la seule voie possible.

« En ce qui concerne la fonction publique du ministère de l'intérieur de Sa Majesté [...] le ministre de la fonction publique peut de temps à autre prendre des règlements ou donner des instructions [...] pour contrôler la conduite du service et prévoir la classification de toutes les personnes qui y sont employées et [...] les conditions d'emploi de toutes ces personnes. »

— Article 4 du Décret en Conseil de 1982 sur la fonction publique
La directive adressée au directeur du GCHQ par la Première ministre (d'abord sous forme d'instruction verbale, puis communiquée par lettre) était la suivante : 

« Les conditions dans lesquelles les agents publics sont employés en tant que membres du personnel du Government Communications Headquarters sont modifiées de manière à ce que ces agents ne soient membres d’aucun syndicat autre qu’une association du personnel ministériel approuvé par vous-même. »

La décision d'interdire aux travailleurs du GCHQ l'adhésion à un syndicat a été prise après la réunion d'un groupe restreint de ministres et de la Première ministre, plutôt qu'après la réunion du Cabinet dans son ensemble. Cela n'est pas inhabituel, même lorsqu'il s'agit de décisions très médiatisées : une décision similaire a été prise pour autoriser l'opération de Suez en 1956, ou pour la décision de transférer la capacité de fixer les taux d'intérêt à la Banque d'Angleterre en 1997.

## Décision

### Haute Cour
Devant la Haute Cour de justice d'Angleterre et du Pays de Galles, le juge Glidewell a estimé que les employés du GCHQ avaient droit à la consultation et que le manque de consultation rendait la décision invalide.

### Cour d'appel
Devant la Cour d'appel d'Angleterre et du Pays de Galles, le juge en chef Lord Lane, le juge Watkins et le juge May ont statué que le contrôle juridictionnel ne pouvait pas être utilisé pour contester l'exercice de la prérogative royale. Ils ont décidé que, puisque la détermination des questions de sécurité nationale relève de la fonction exécutive, il serait inapproprié que les tribunaux interviennent, faisant donc obstacle à ce contrôle.

### Chambre des Lords
La Chambre des Lords considéra que la prérogative royale était soumise au contrôle juridictionnel (judicial review), tout comme les instruments réglementaires. Toutefois, pour des raisons de sécurité nationale, cette mesure de restriction de la liberté syndicale était justifiée. Les lords Fraser, Scarman et Diplock estimaient tous que la question de la sécurité nationale ne relevait pas de la compétence des juridictions. Lord Diplock a écrit que « c'est par excellence une question non justiciable. Le processus juridictionnel est totalement inapte à traiter le genre de problèmes [que la sécurité nationale] implique. » . Lord Fraser a déclaré que même si les tribunaux n'accepteraient pas par défaut l'argument du gouvernement selon lequel il s'agissait d'une question de sécurité nationale, il s'agissait d'une « question de preuve » et les preuves fournies dans cette affaire montraient que le gouvernement avait raison. Lord Diplock a estimé que tout pouvoir tiré de la prérogative royale ayant un impact sur les « droits privés ou les attentes légitimes » d'une personne pouvait faire l'objet d'un contrôle juridictionnel, tandis que les Lords Fraser et Brightman ont estimé que seuls les pouvoirs délégués par le monarque pouvaient être soumis audit contrôle, car les pouvoirs en question avaient été délégués par le monarque au ministre de la fonction publique.
Lord Diplock a déclaré ce qui suit :

« Je n’ai pas l’intention de manquer de courtoisie envers l’avocat lorsque je dis qu’en dehors de l’intérêt intellectuel, en répondant à la question de droit soulevée dans le présent appel, j’ai obtenu peu d’aide pratique de ses analyses savantes et ésotériques de la nature juridique précise, des frontières et de l’origine historique de "la prérogative", ou des pouvoirs exercés par les dirigeants agissant pour le compte du gouvernement central qui ne sont pas partagés par des citoyens privés, pouvant être inclus sous ce label particulier. Il ne me semble pas, par exemple, qu’il importe aujourd’hui que le pouvoir exécutif en place révoque sans préavis tout membre de la fonction publique du ministère de l'intérieur sur laquelle il doit s’appuyer pour l’administration de ses politiques, et l'obligation corrélative du pouvoir exécutif de convenir avec un fonctionnaire que son service devrait être dans des conditions qui ne le rendent pas sujet à un renvoi immédiat, devrait être attribué à "la prérogative" ou simplement à une conséquence de la survie, pour des raisons tout à fait différentes, d’une règle de droit constitutionnel dont l’origine se trouve dans la théorie que ceux par qui l’administration du royaume est exercée le font en tant que serviteurs personnels du monarque qui peut les renvoyer à volonté, parce que le Roi ne peut pas faire de mal.
Quoi qu’il en soit, quelle que soit l’étiquette qui leur soit attribuée, il est incontestable qu’il subsiste encore aujourd’hui un résidu dans divers domaines du droit dans lesquels le gouvernement exécutif conserve son pouvoir de décision sans dépendre d'une autre autorité mais qui a néanmoins des conséquences sur les droits privés ou la confiance légitime d’autres personnes, ce qui permettrait à la décision d'être soumise au contrôle juridictionnel si elle avait été prise par une autorité tirant son pouvoir de la loi.
Qu’il s’agisse de questions relativement mineures comme la grâce des criminels condamnés, l'octroi d’honneurs et de décorations ou de la personnalité morale aux entités méritantes, ou de primes provenant des fonds mis à la disposition du gouvernement exécutif par le Parlement, elles s’étendent à des questions aussi vitales pour la survie et le bien-être de la nation que la conduite des relations avec les États étrangers et – ce qui est au cœur de la présente affaire – la défense du royaume contre les ennemis potentiels. Par adoption de la phraséologie utilisée dans la Convention européenne des droits de l’homme de 1953 (Convention pour la protection des droits de l’homme et des libertés fondamentales (1953) (Cmd. 8969)) à laquelle le Royaume-Uni est partie, il est désormais devenu habituel dans la loi de désigner cette notion par les termes "sécurité nationale".
Je ne vois pas pourquoi, simplement parce que le pouvoir décisionnel découle du common law et non d’une loi [votée par le Parlement], il devrait être, de cette seule raison, à l’abri du contrôle juridictionnel. Je pense que le contrôle juridictionnel en est arrivé à un stade où, sans répéter l’analyse des étapes de l’évolution, on peut facilement classer en trois catégories les motifs sur lesquels les mesures administratives sont assujetties au contrôle juridictionnel. Le premier motif que j’appellerais " illégalité ", le deuxième " irrationalité " et le troisième " irrégularité procédurale ". Cela ne veut pas dire que le développement au cas par cas ne peut pas, au fil du temps, ajouter d’autres motifs. Je pense en particulier à l’adoption éventuelle à l’avenir du principe de "proportionnalité" qui est reconnu dans le droit administratif de plusieurs de nos collègues de la Communauté économique européenne; mais pour disposer de la présente affaire les trois motifs que j'ai mentionné, déjà bien établis, suffiront.
Par "illégalité" comme motif de contrôle juridictionnel, j’entends que l'autorité qui a pris la décision doit comprendre correctement la loi qui régit son pouvoir décisionnel et doit lui donner effet. Que tel ai bien été le cas est par excellence une question justiciable tranchée, en cas de litige, par ces personnes, les juges, au travers de qui l'État exerce son pouvoir juridictionnel.
Par "irrationalité", j’entends ce que l’on peut maintenant appeler succinctement le "caractère déraisonnable de Wednesbury" (Associated Provincial Picture Houses Ltd c. Wednesbury Corporation [1948] 1 KB 223). Il s’applique à une décision qui est si scandaleuse dans son mépris de la logique ou des standards moraux acceptés qu'aucune personne raisonnable n'aurait pu arriver à une telle décision en examinant la question en cause. La question de savoir si une décision entre dans cette catégorie est une question à laquelle les juges, de par leur formation et leur expérience, devraient être bien outillés pour répondre, ou bien il y aurait quelque chose de très mauvais dans notre système juridictionnel. Pour justifier l’exercice de ce rôle par la Cour, je pense qu’il n’est plus nécessaire aujourd’hui de recourir à l’explication ingénieuse du vicomte Radcliffe dans Edwards v Bairstow [1956] AC 14 de l’irrationalité comme motif pour le renversement d’une décision par une juridiction en l’attribuant à une erreur de droit inférée mais non identifiable par le décideur. "L’irrationalité" peut désormais être considérée comme un motif accepté sur lequel une décision peut être attaquée dans le cadre du contrôle juridictionnel.
J’ai décrit le troisième point comme étant une « irrégularité procédurale » plutôt que le non-respect des règles fondamentales de justice naturelle ou que le défaut d’avoir agit avec équité procédurale envers la personne qui sera touchée par la décision. En effet, l'application du contrôle juridictionnel à ce titre couvre également le non-respect par un tribunal administratif des règles de procédure expressément prévues dans l’acte législatif qui lui a conféré sa compétence, même lorsque cet irrespect n’implique aucun déni de justice naturelle. Mais la présente affaire ne concerne pas du tout la procédure devant un tribunal administratif.
Qu’une décision dont le fondement se trouve non dans la loi mais dans le common law (qualifié ou non à cet fin comme relevant de la "prérogative") puisse faire l’objet d’un contrôle juridictionnel sur le motif de l'illégalité est, je pense, établit par les décisions citées par mon noble et savant ami, Lord Roskill, et cela s’étend aux cas où le domaine du droit auquel la décision se rapporte est la sécurité nationale, comme le montre la décision de cette Chambre dans l’affaire Burmah Oil Co Ltd c. Lord Advocate, 1964 SC (HL) 117. Bien que je ne vois aucune raison a priori d’exclure l'"irrationalité" comme motif de contrôle juridictionnel d’une décision ministérielle prise dans l’exercice de la "prérogative", je trouve qu’il est difficile d’envisager, dans les divers domaines où la prérogative demeure la seule source du pouvoir de décision pertinent, une décision du genre de celle qui pourrait être attaquée par la voie juridictionnelle sur cette base. Ces décisions impliquent généralement l’application de la politique gouvernementale. Les raisons pour lesquelles le décideur suit une solution plutôt qu’une autre ne portent normalement pas sur des questions auxquelles, si elles sont soulevées, le processus juridictionnel est adapté pour fournir la bonne réponse, je veux dire par là que le type de preuve qui est admissible en vertu des procédures juridictionnelles et la façon dont elle doit être présentée tendent à exclure de l’attention des juridictions des considérations politiques concurrentes qui, lorsque le pouvoir discrétionnaire exécutif est exercé avec sagesse, doivent être mis en balance les unes par rapport aux autres – un exercice d’équilibre que les juges, par leur éducation et leur expérience, sont mal qualifiés pour effectuer. 
Je considère donc que c’est une question ouverte qui doit être traitée au cas par cas si, en effet, le cas devait se présenter. »

Lord Roskill a déclaré ce qui suit :

« En bref, l’opinion orthodoxe était à l’époque que le recours pour abus de [la prérogative royale] se situait dans le domaine politique et non dans le domaine juridictionnel.
Mais aussi fascinant qu'il soit d’explorer ce courant dominant de notre histoire juridique, le faire dans le cadre du présent appel semble irréel. Parler aujourd’hui des actes du souverain comme "irrésistibles et absolus" alors que la coutume constitutionnelle moderne exige que tous ces actes soient faits par le souverain sur le conseil de ses ministres actuellement en place, et qu'ils soient exécutés par eux, revient sûrement à entraver le développement continu de notre droit administratif en rappelant ce que Lord Atkin appelait, bien que dans un contexte différent, le cliquetis des chaînes médiévales des fantômes du passé : voir United Australia Ltd v Barclays Bank Ltd [1941] AC 1, 29. Il n’est pas déplacé, je l’espère, de citer à cet égard une lettre écrite en 1896 par le grand historien juridique F. W. Maitland à Dicey lui-même : "la seule utilité directe de l’histoire juridique (je ne dis rien de son intérêt passionnant) réside dans la leçon que chaque génération a un énorme pouvoir de façonner sa propre loi" : voir Richard A. Cosgrove, The Rule of Law; Albert Venn Dicey; Victorian Jurist (1980), p. 177. Maitland était ainsi un prophète plus grand que ce qu’il aurait pu prévoir, car c’est notre histoire juridique qui a permis à la génération actuelle de façonner le développement de notre droit administratif en s’appuyant sur notre histoire juridique, sans qu'elle constitue une entrave.
Le droit de l’exécutif de faire un acte légal affectant les droits du citoyen, qu’il lui soit préjudiciable ou bénéfique, est fondé sur l’attribution à l’exécutif d’un pouvoir lui permettant de faire cet acte. L’octroi d’un tel pouvoir s’accompagne généralement de sanctions juridiques permettant, si nécessaire, son exécution par les juridictions. Dans la plupart des cas, ce pouvoir découle de la loi, mais dans certains cas, comme en l’espèce, il peut encore découler de la prérogative. Cependant, dans d’autres cas, comme le montrent les décisions, les deux pouvoirs peuvent coexister ou le pouvoir d'origine législative peut avoir remplacé implicitement l’ancien pouvoir de prérogative. Si l’exécutif, en application du pouvoir tiré de la loi, prend un acte portant atteinte aux droits du citoyen, il ne fait aucun doute que, en principe, la manière dont ce pouvoir est exercé peut aujourd’hui être contestée pour un ou plusieurs des trois motifs que j’ai mentionnés plus tôt dans cette déclaration. Si l’exécutif, au lieu d’agir en vertu d’un pouvoir tiré de la loi, agit en vertu d’une prérogative et notamment d’une prérogative déléguée à l’intimé en vertu de l’article 4 du décret de 1982, de manière à porter atteinte aux droits du citoyen, je suis incapable de voir, sous réserve de ce que je dirai plus tard, une raison logique pour laquelle le fait que la source du pouvoir est la prérogative et non la loi devrait aujourd’hui priver le citoyen de ce droit de contestation de la manière dont ce pouvoir est exercé tout comme s'il avait été tiré de la loi. Dans les deux cas, l’acte en question est l’acte de l’exécutif. Parler de cet acte comme l’acte du souverain à un goût de l’archaïsme des siècles passés. En arrivant à cette conclusion, je me trouve en accord avec mes nobles et savants amis Lord Scarman et Lord Diplock dont j’ai eu l’avantage de lire les brouillons de déclarations depuis que j’ai terminé la préparation de cette déclaration.
Mais je ne pense pas que ce droit de contestation puisse être absolu. Il doit, je pense, dépendre de l’objet de la prérogative exercée. De nombreux exemples ont été donnés au cours de l’argumentation sur les prérogatives qui, selon moi, ne pourraient pas faire l’objet d’un contrôle juridictionnel. Les prérogatives telles que celles relatives à la conclusion de traités, à la défense du royaume, à la prérogative de clémence, à l’octroi d’honneurs, à la dissolution du Parlement et à la nomination de ministres et autres ne sont pas, je pense susceptibles de faire l’objet d’un contrôle juridictionnel parce que leur nature et leur objet sont tels qu’ils ne peuvent pas être soumis au processus juridictionnel. Les tribunaux ne sont pas l’endroit où il faut déterminer si un traité doit être conclu ou si les forces armées doivent être utilisées d’une certaine façon ou si le Parlement doit être dissous à une date plutôt qu’à une autre.
Selon moi, l’exercice de la prérogative qui a permis de donner les instructions orales du 22 décembre 1983 ne relève pas, en raison de son objet, de ce que je qualifierais au mieux de "catégories exclues" dont je viens de donner quelques exemples. Il s’ensuit qu’en principe, je ne vois pas pourquoi ces instructions ne devraient pas faire l’objet d’un contrôle juridictionnel. »

## Importance
Les tribunaux ont toujours été peu disposés à soumettre les pouvoirs tirés de la prérogative royale au contrôle juridictionnel. Les juges étaient disposés à déclarer uniquement si leurs pouvoirs existaient ou non, et non s'ils avaient été utilisés de manière appropriée. Ils n'ont donc appliqué que le premier élément du test de Wednesbury : si l'utilisation des pouvoirs était illégale. Des constitutionnalistes tels que William Blackstone se trouvaient en faveur de cette approche.
L'affaire du GCHQ fut donc très importante puisqu'elle a établi que l'application du contrôle juridictionnel dépend de la nature des pouvoirs du gouvernement, et non de leur source. Même si l’utilisation de la prérogative royale pour des raisons de sécurité nationale est considérée comme échappant au champ de compétence des tribunaux, la plupart de ses autres utilisations peuvent désormais faire l’objet d’un contrôle juridictionnel.
L'affaire du GCHQ a également confirmé que les conventions non juridiques peuvent être soumises à une « espérance légitime ». Une convention n'aurait généralement pas été justiciable, et il était nécessaire que le tribunal démontre que c'était le cas dans le cas présent : une telle règle avait été établie en ce qui concerne les conventions du Cabinet dans l'affaire Procureur général contre Jonathan Cape Ltd. Même si la Chambre des Lords s'est prononcé contre le syndicat, il a été reconnu que la pratique invariable de l'exécutif constituait la base d'une espérance légitime.
Cette affaire montre également que la sécurité nationale reste une question politique et non juridique : elle ne doit pas être tranchée par un tribunal.
Enfin, cette décision synthétise les motifs justifiant l'exercice d'un contrôle juridictionnel par le juge, à savoir : l'illégalité, le caractère déraisonnable, ou l'irrégularité procédurale.

### Développements ultérieurs
Le Conseil des syndicats de la fonction publique, avec d'autres, a soumis l'affaire à la Cour européenne des droits de l'homme, mais l'affaire a été jugée irrecevable.
Dans l'affaire R (Bancoult) contre Secrétaire d'État aux Affaires étrangères et du Commonwealth (n° 2), entendue à la Chambre des Lords, l'une des questions tranchées était de savoir si les tribunaux pouvaient ou non soumettre les décrets en Conseil au contrôle juridictionnel. Les Lords ont convenu à l'unanimité que même si les décrets ont été définis comme une « législation principale » dans la Loi sur les droits humains, il existe une différence significative dans la mesure où les décrets sont un acte produit par l'exécutif et n'ont pas le « caractère représentatif » qui accompagne l'autorité et l'approbation parlementaires. En tant que tels, les Lords ne voyaient « aucune raison pour laquelle la législation sur les prérogatives ne devrait pas être soumise à un examen sur la base des principes ordinaires de légalité, de rationalité et d'irrégularité procédurale de la même manière que toute autre action exécutive ».
Dans l'affaire R (Miller) contre le Premier ministre et Cherry contre l'avocat général de l'Écosse [2019] UKSC 41, la Cour suprême a annulé un décret en conseil visant à proroger le Parlement.